# Contea di Talladega
La contea di Talladega, in inglese Talladega County, è una contea dello Stato dell'Alabama, negli Stati Uniti. La popolazione al censimento del 2000 era di 80 321 abitanti. Il capoluogo di contea è Talladega.

## Geografia fisica
La contea si trova nella parte centro-orientale dell'Alabama. Lo United States Census Bureau certifica che l'estensione della contea è di 1 969 km², di cui 1 915 km² composti da terra e i rimanenti 54 km² composti di acqua.
La contea si trova nella valle del fiume Coosa, all’estremità meridionale della catena montuosa degli Appalachi. La contea è divisa tra la sezione fisiografica Valley and Ridge a nord-est e la sezione fisiografica Piedmont a sud-ovest. Sebbene le valli siano state bonificate per l’agricoltura, gli altopiani e la Foresta nazionale di Talladega, situata al margine orientale della contea, rimangono densamente boscosi, con querce e pini. Nella contea si trova il punto più alto dello Stato, il monte Cheaha.

### Contee confinanti
- Contea di Calhoun - nord
- Contea di Cleburne - nord-est
- Contea di Clay - est
- Contea di Coosa - sud
- Contea di Shelby - sud-ovest
- Contea di St. Clair - nord-ovest

### Laghi, fiumi e parchi
La contea comprende i seguenti laghi, fiumi e parchi:
| Laghi | Fiumi | Parchi                                                           | Parchi |
| --- | --- | ---------------------------------------------------------------- | ------ |
| - Blue Spring Lake - Blue Hole - Crawfish Pond - Pond Springs - Mary Lake - Wolf Pond - Sugar Pond - Marble City Lake | - Hudson Branch - Huntley Branch - Snows Branch - Choccolocco Creek - London Creek - Rock Run - Foreman Branch - Cheaha Creek - Chartee Creek | - Alabama Short Track Raceway - Hollins Wildlife Management Area |        |

## Storia
La contea di Talladega fu costituita il 18 dicembre 1832. I territori appartenevano ai Creek. Il nome deriva dal nome di un insediamento Creek, Talatigi.

## Principali strade ed autostrade
- Interstate 20
- U.S. Highway 78
- U.S. Highway 231
- U.S. Highway 280
- State Route 21
- State Route 34
- State Route 76
- State Route 77

## Società

### Evoluzione demografica
Abitanti censiti (migliaia)0

## Centri abitati[8]
Comuni 
- Bon Air - town
- Childersburg - city[9]
- Lincoln - city
- Munford - town
- Oak Grove - town
- Oxford - city[10]
- Sylacauga - city
- Talladega - city
- Talladega Springs - town
- Vincent - town[9][11]
- Waldo - town

 Census-designated place 
- Fayetteville
- Mignon